# ماكسيم لاكروا
ماكسيم لاكروا هو لاعب هوكي الجليد كندي، ولد في 5 يونيو 1987 في مدينة كيبك في كندا.

## وصلات خارجية
- ماكسيم لاكروا على موقع دوري الهوكي الوطني (الإنجليزية)
- ماكسيم لاكروا على موقع EliteProspects.com (الإنجليزية)
- ماكسيم لاكروا على موقع HockeyDB.com (الإنجليزية)